# Johann XX. von Dalberg

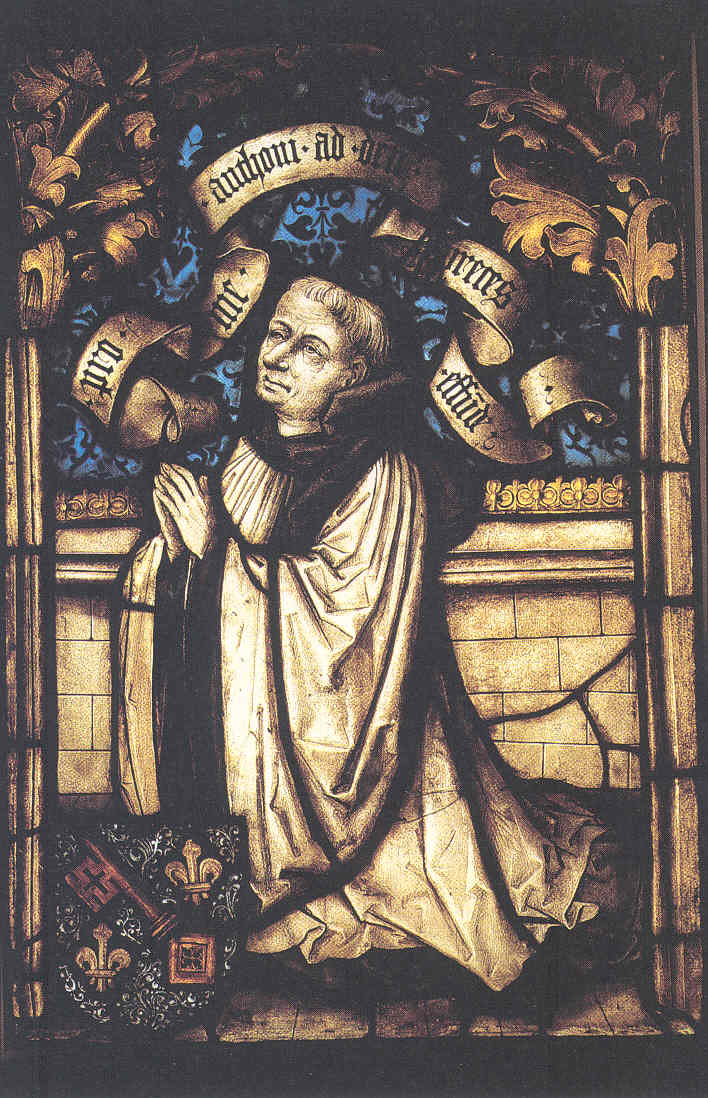
Stifterscheibe mit Johann von Dalberg und kombiniertem Dalberger-Wormser Wappen, um 1480

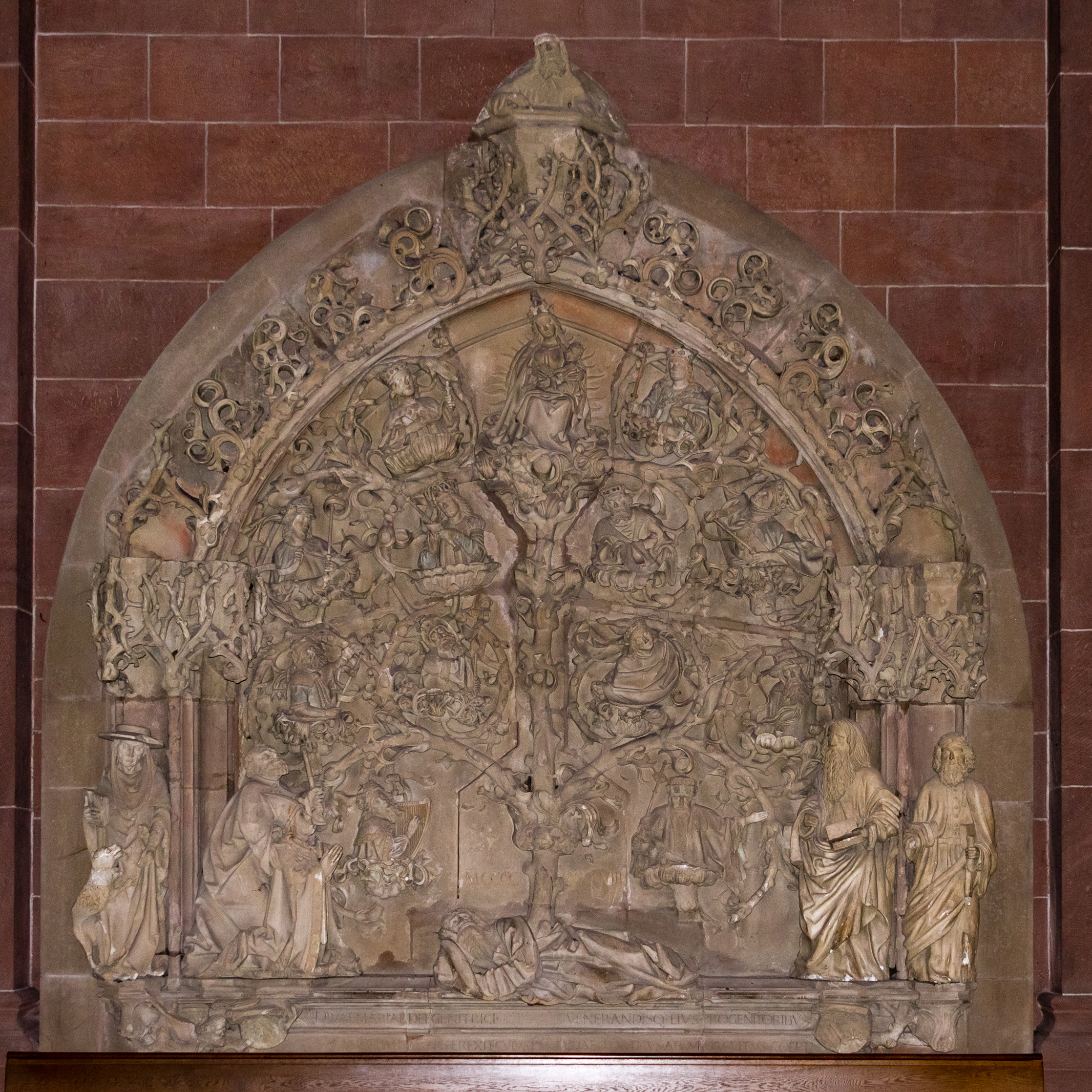
Wurzel-Jesse-Darstellung aus dem Kreuzgang des Wormser Domes. Links unten: Stifterfigur des Bischofs Johann von Dalberg

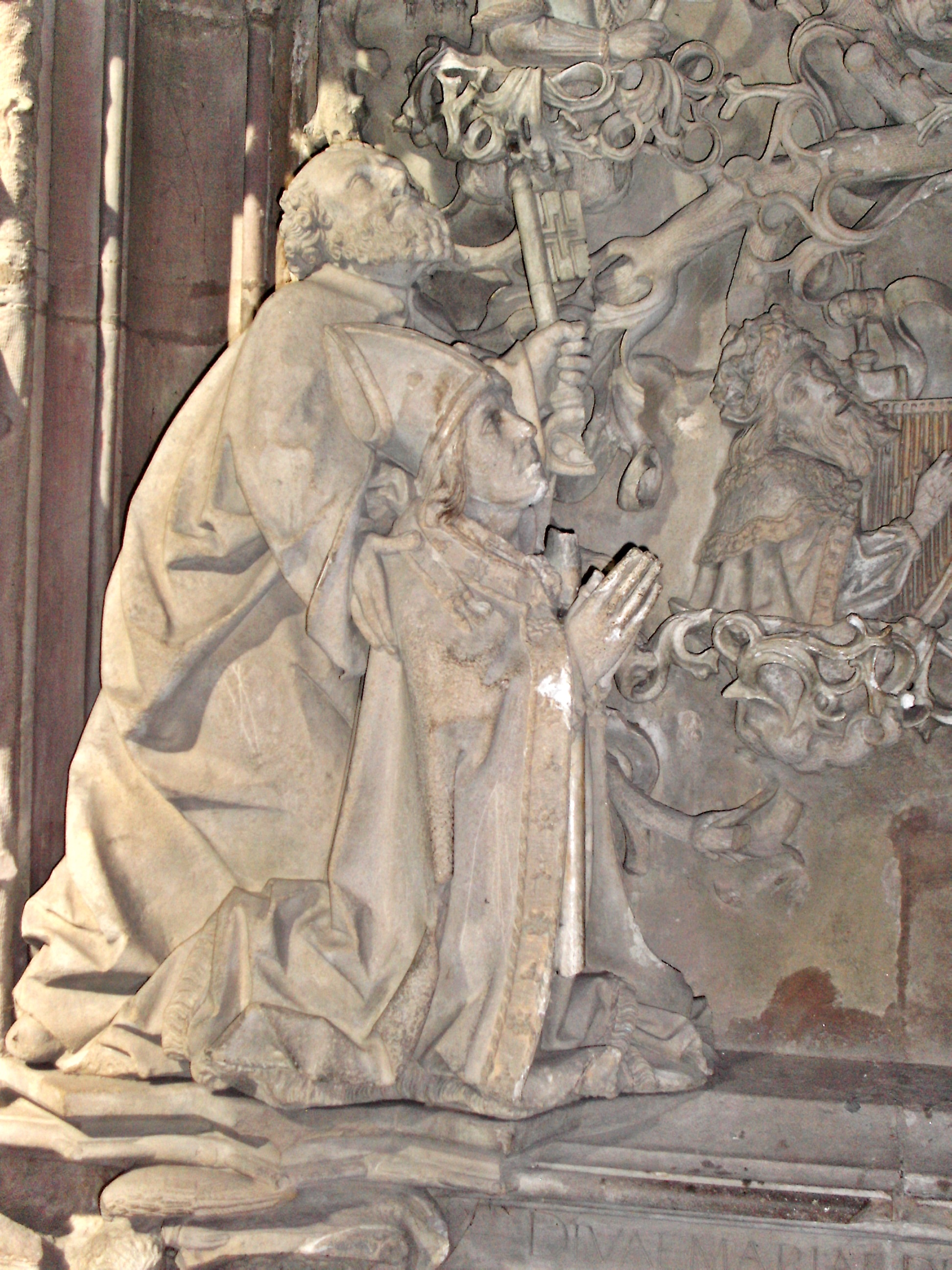
Detail aus der Wurzel-Jesse-Darstellung (Ausschnitt): Bischof Johann von Dalberg wird von Petrus, dem der Dom geweiht ist, gestützt.

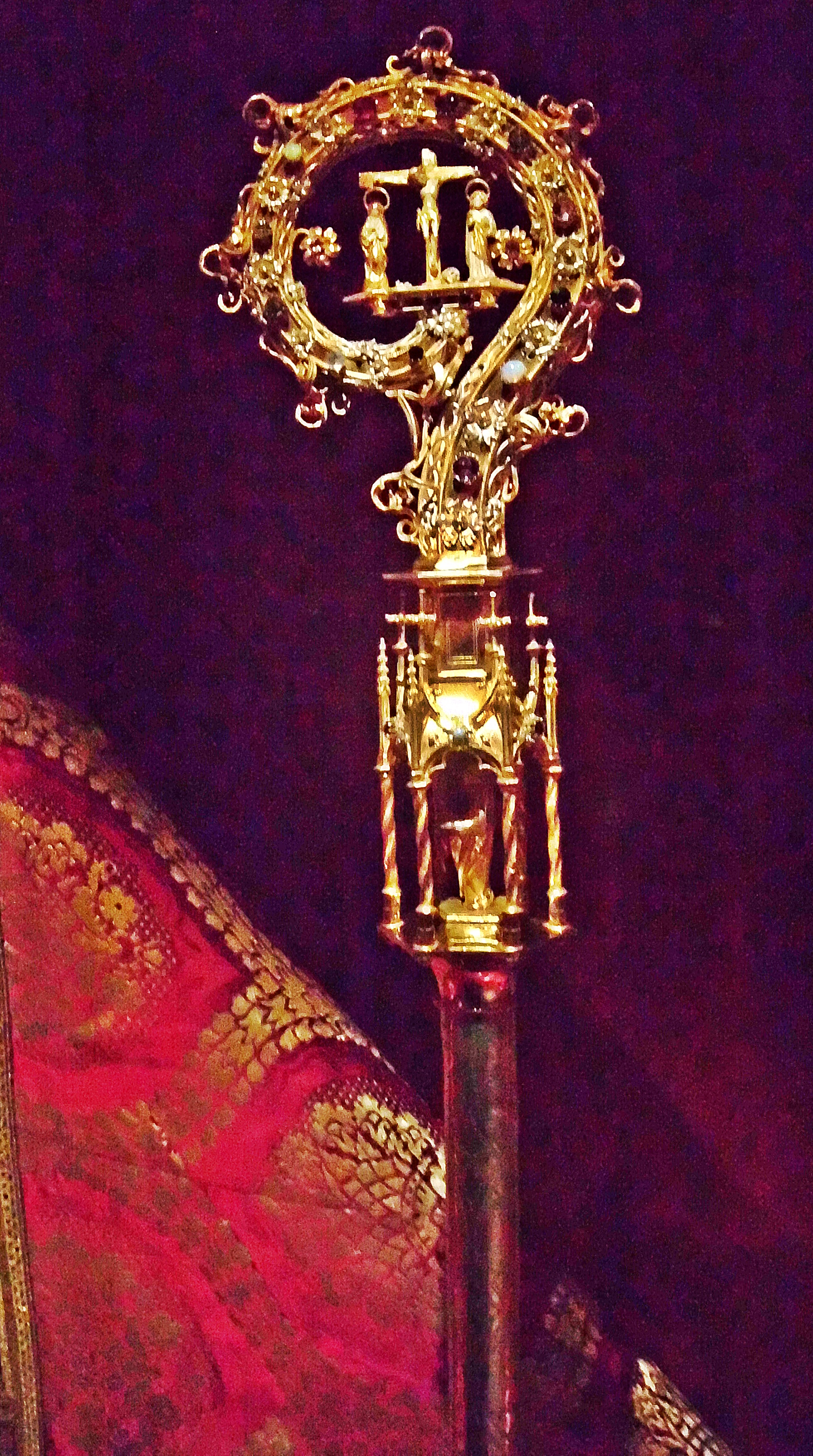
Bischofsstab Johann von Dalbergs, im Speyerer Domschatz (Historisches Museum der Pfalz)

Johann XX. von Dalberg (* 14. August 1455 in Oppenheim; † 27. Juli 1503 in Heidelberg) war als Johann III. Bischof von Worms und von 1480 bis 1482 Kanzler der Universität Heidelberg. Er war ein profilierter Mäzen des deutschen Frühhumanismus, selbst hochgelehrt und den Künsten zugetan.

## Herkunft und Familie
Johann entstammte der Ritterfamilie von Dalberg und war der zweite Sohn von insgesamt 11 Kindern des pfälzischen Hofmarschalls Wolfgang III. Kämmerer von Worms, genannt von Dalberg (1426–1476) und dessen Frau Gertrud, einer geborenen von Greiffenclau zu Vollrads († 1502), Tochter von Friedrich von Greiffenclau zu Vollrads (1401–1462).
Friedrich VI. von Dalberg (1459–1506), Bürgermeister von Oppenheim, war ein Bruder des Bischofs, ebenso der dortige Amtmann Wolfgang VI. von Dalberg (1473–1522). Die Schwester Apollonia amtierte als Äbtissin des Klosters Marienberg zu Boppard. Zu den verwandtschaftlichen Beziehungen siehe im Übrigen hier.

## Leben und Wirken

### Ausbildung
Johann von Dalberg studierte von 1466 bis 1472 in Erfurt, wo er 1470 das Bakkalaureat erlangte, Abschluss des damaligen Grundstudiums in den „Artes“. Anschließend studierte er bis 1476 in Pavia Rechtswissenschaften. Er lernte dort Rudolf Agricola kennen, der auch die Antrittsrede hielt, als Johann 1474/1475 Rektor der Universität wurde. Weitere Verbindungen, die in dieser Zeit entstanden, sind die zu Jakob Questenberg und den Brüdern Dietrich (1453–1520) und Johannes von Plieningen (1454–1506). Aus diesen Beziehungen bildete sich ein Kreis früher Humanisten, zu denen weitere hinzutraten, etwa Jakob Wimpfeling.
1474 erhielt Johann XX. die niederen Weihen. Im Sommer 1473 war aber sein älterer Bruder, Wolfgang IV., verstorben, was den Vater dazu bewog, die Karriereplanung für seinen nun Ältesten ändern zu wollen. Nach dem Ende seines Rektorats reiste Johann XX. deshalb nach Hause. Der Vater wollte, dass der Sohn noch weiter studiere, aber wieder weltlich werde. Der Vater verstarb jedoch bereits am 20. September 1476. In der Folge arrangierte Johann XX. sich mit seinem nächstjüngeren Bruder, Friedrich VI.: Johann XX. blieb geistlich und Friedrich VI. übernahm die Rolle des Familienoberhauptes. Johann XX. begab sich nach Italien zurück und studierte ab 1476 an der Universität Padua. Außer dem in Erfurt erworbenen Bakkalaureat sind aber Universitätsabschlüsse von ihm nicht bekannt.

### Ämter
Bereits während seines Studiums erhielt er Dompfründen: 1472 in Worms, 1474 in Trier, 1478/79 in Speyer und 1479 in Mainz. Er war der erste seiner Familie, der zahlreiche Domherrenstellen in den rheinischen Domkapiteln erlangen konnte, womit er eine die nächsten 300 Jahre anhaltende Familienpolitik begründete. Die vorangegangenen Generationen hatten nicht in ausreichender Zahl männliche Nachkommen gehabt, um Söhne für die kirchliche Karriere freistellen zu können, ohne den eigenen Bestand zu gefährden.
1480 wurde er Dompropst in Worms und damit auch – die Ämter waren in Personalunion verbunden – Kanzler der Universität Heidelberg. In dieser Zeit wohnte Dalberg in Heidelberg in dem in der Heugasse gelegenen Münzhof.
Kurfürst Philipp von der Pfalz (regierte 1476–1508) ernannte ihn 1481 zum Kanzler der Kurpfalz, ein Amt, das er bis 1497 innehatte. Der Kurfürst setzte sich weiter für die Wahl Johann XX. zum Bischof von Worms ein, die am 2. August 1482 erfolgte. Er war bei seiner Wahl erst knapp 27 Jahre alt und hatte das dafür nach dem Kirchenrecht erforderliche Alter von 30 Jahren noch nicht erreicht. Er erhielt aber einen päpstlichen Dispens. Johann XX. war damit der erste seiner Familie, der zum (geistlichen) Reichsfürsten aufstieg. Er wohnte nun in Heidelberg im Hof des Bischofs von Worms in der Heidelberger Neustadt.
Nach Aufgabe des kurpfälzischen Kanzleramtes 1497 hielt er sich vor allem im Schloss des Wormser Bischofs in Ladenburg auf. In Worms war er dagegen selten, da er mit der Stadt in ständigem Streit lag. Nach 1497 war er auch im Dienst König Maximilian I. tätig.

### Johann als Bischof
Ab 1488 ließ Johann XX. den (im 19. Jahrhundert abgerissenen) Kreuzgang am Wormser Dom neu erbauen. Im nördlichen Seitenschiff des Domes befindet sich das von ihm für die Marienkapelle des Kreuzgangs gestiftete und heute dorthin translozierte Relief der Wurzel Jesse, mit seinem Abbild und der Weiheinschrift: 1488. Der vortrefflichsten Maria, Gottesmutter, und ihren ehrwürdigen Ahnen errichtete es Johannes Kämmerer von Dalberg, Bischof, unter dessen Leitung diese Halle und dieser Kreuzgang begonnen wurden.
1496 beauftragte Dalberg den Pfarrer Jakob Stoll von Alsheim eine Diözesanvisitation abzuhalten, die im Wormser Synodale niedergeschrieben ist. Er unterstützte nachdrücklich die Reformen der Äbtissin Margaretha von Venningen († 1505), im Kloster Rosenthal.

### Netzwerker des Humanismus
Neben den offiziellen Ämtern agierte Johann XX. als führende Figur in dem ihn umgebenden Kreis von Humanisten. Er sprach Italienisch, Lateinisch (aber mit deutschem Akzent), Griechisch und Hebräisch, damals noch recht ungewöhnlich in Deutschland. Er förderte die seit den 1450er Jahren am kurfürstlichen Hof erkennbaren humanistischen Bestrebungen und machte Heidelberg zu einem wichtigen Zentrum des deutschen Frühhumanismus. Er trug eine umfangreiche Bibliothek zusammen, die auch Werke in Griechisch und Hebräisch enthielt und stellte sie auch Freunden zur Verfügung. Außerdem enthielt die Bibliothek mittelhochdeutsche Texte und Übersetzungen aus den klassischen Sprachen ins Deutsche. In dem Kreis Heidelberger Humanisten um Johann XX. wurden zahlreiche Texte aus dem Griechischen und Lateinischen ins Deutsche übersetzt. Sehr interessiert war Johann XX. an Nachrichten aus Italien über dortige Bibliotheken und deren Inhalt. Er ließ sich sogar ein Verzeichnis der Werke der Vatikanischen Bibliothek kommen.
1484 lud Dalberg den Universalgelehrten Rudolf Agricola nach Heidelberg ein, der an der Universität Reden und Vorträge hielt. Nach der Wahl und der Krönung von Papst Innozenz VIII. schickte Kurfürst Philipp von der Pfalz Johann XX. von Dalberg 1485 nach Rom. In seinem Gefolge befand sich auch Rudolf Agricola. Während des öffentlichen Konsistoriums am 6. Juli 1485 hielt Johann XX. von Dalberg als Bischof von Worms die oratio gratulatoria (Glückwunschrede), die Agricola verfasst hatte. Dalberg stand auch mit anderen namhaften Gelehrten seiner Zeit in regem Gedankenaustausch. Conrad Celtis, Johannes Reuchlin und Adolph Occo zählten zu seinem Freundeskreis. Auf Dalbergs Ermunterung hin und unter seiner Schirmherrschaft gründete Celtis 1491 die Sodalitas litteraria Rhenana mit ihrem Hauptsitz in Heidelberg.

## Tod und Gedenken
Johann von Dalberg starb im Juli 1503 in Folge eines Treppensturzes. Er wurde im Wormser Dom beigesetzt, die Grabinschrift ist von Johann Friedrich Schannat überliefert. Die Begräbnisfeierlichkeiten wurden von dem weiter andauernden Streit zwischen der Stadt und Bischof überschattet. Johann XX. wurde nie ein Epitaph errichtet und dessen Fehlen ist nicht der Zerstörung der Stadt Worms 1689 im Pfälzischen Erbfolgekrieg durch Truppen König Ludwigs XIV. geschuldet.
König Ludwig I. von Bayern zählte Johann von Dalberg zu den großen Persönlichkeiten der deutschen Geschichte und ehrte ihn in der „Ruhmeshalle“ Walhalla bei Regensburg mit einer Marmorbüste, die Arnold Hermann Lossow schuf.

## Wissenswert

### Numismatik
Johann XX. sammelte antike Münzen und kümmerte sich um Erhalt und Restaurierung erhaltener römischer Inschriften in Worms. Johann XX. selbst verfasste ein Werk über Münzrecht (De inventione, ratione et qualitatemonetae), das aber wohl verloren ging.

### Bischofsstab
Johann von Dalbergs Bischofsstab gelangte um 1820 als Geschenk des bayerischen Königs Maximilian I. Joseph an das damals gerade wiedererrichtete Bistum Speyer und befindet sich bis heute im Speyerer Domschatz, der im Historischen Museum der Pfalz aufbewahrt wird. Bei der Amtseinführung des derzeitigen Bischofs Karl-Heinz Wiesemann wurde dieser Stab 2008 genutzt, normalerweise benutzt der einen anderen.

### Literarische Bearbeitung
Eine Bearbeitung hat Johann von Dalberg in dem Theaterstück johann von dalberg virdung faustus (1998) von Ortwin Mohnkern gefunden, das ihn als den historischen Faust präsentiert.